# 信州大学教育学部附属松本小学校
信州大学教育学部附属松本小学校（しんしゅうだいがくきょういくがくぶ ふぞくまつもとしょうがっこう、英: Matsumoto Primary School Attached to the Faculty of Education of Shinshu University）は、長野県松本市桐一丁目にある、国立小学校。2005年に開校100年目を迎えた。
- 1905年4月に長野県松本女子師範学校附属小学校として開学した。
- 現在の校舎位置は、校舎鉄筋造の建替えを機に、かつての併設の木造校舎時代と異なり、信州大学教育学部附属松本中学校の北側に移り、信州大学教育学部附属松本中学校の校舎位置を転置した。
- 学校目標：活気ある子ども 集中する子ども 仲のよい子ども

## 最寄駅
- 東日本旅客鉄道篠ノ井線：松本駅
- 東日本旅客鉄道大糸線：北松本駅
- アルピコ交通バス浅間線・北部循環線・北市内線等：元原町

## 著名な出身者
- 田中康夫 - 元長野県知事、前衆議院議員
- 熊井明子 - ポプリ研究家・エッセイスト
- 大澤真幸 - 社会学者、元京都大学教授
- 菅広文 - お笑い芸人、ロザンのボケ担当
- 江崎史子 - 柔道家